# Llei (mineria)
La llei, en mineria (en anglès, ore grade), es una mesuraa que descriu el grau de concentració de recursos naturals valiosos (com els metalls o minerals) presents en una mena. S'utilitza per a determinar la viabilitat econòmica d'una operació d'explotació minera: el cost d'extreure recursos naturals des del seu jaciment es relaciona directament amb la seva concentració. Per això el cost d'extracció ha de ser menor que el valor comercial del material que s'extreu perquè l'operació sigui econòmicament factible.
Per als metalls preciosos i les gemmes s'expressa generalment en una quantitat de material per tona de mena, parts per milió (ppm) o parts per bilió (ppb), mentre que per a altres metalls i els minerals industrials s'expressen com percentatge.